# Tandem (Sprachlernmethode)
Tandem ist eine Sprachlernmethode, bei der sich zwei Personen mit unterschiedlicher Muttersprache gegenseitig die jeweils fremde Sprache beibringen.

## Allgemeiner Hintergrund
Grundsätzlich können sich die beiden Partner persönlich treffen (Präsenz-Tandem) oder per E-Mail, Telefon oder mit anderen Medien lernen (eTandem, auch Distanz-Tandem). Das Lernen kann auf unterschiedliche Weise geschehen, mit Vorlagen, Lehrbüchern oder einfach im lockeren Gespräch. Es gibt vollkommen autonome Formen (Tandem-Partnerschaft von zwei Personen, von Beratern unterstützt) und andere, die das selbständige Lernen fördern (binationaler Tandem-Kurs für Gruppen, von Moderatoren organisiert). Oft hängt die Übungsmethode davon ab, wie gut man die Fremdsprache schon beherrscht. Beim klassischen Prinzip gilt: Die Hälfte der Zeit wird der einen Person gewidmet, die andere Hälfte der anderen Person.
Tandem wird seit langem wissenschaftlich begleitet. Durch zahlreiche Begleituntersuchungen sind die Wirkungen von Tandem besonders für das freie Sprechen und die Entwicklung des Hörverstehens gesichert, ebenfalls die des eTandems für das Leseverstehen. Die Schreibfertigkeit hängt von der Qualität der Korrekturen ab. Voraussetzung für die Teilnahme am autonomen Tandem sind Grundkenntnisse.

## Tandem-Geschichte
Die Ursprünge des Gedankens „Sprachen lernen im Austausch“ liegen in den Verfahren des Unterrichtsaustauschs von Studenten im Ausland, dem Partnerlernen, „peer teaching“, Tutorenmodellen und „Zweierschaften“. Man unterscheidet mehrere Etappen:
- Der Begriff „Tandem“ für ein Lernpaar gleicher Sprache tauchte zuerst 1971 im Zusammenhang mit der „Audiovisuellen Methode“ bei Wambach auf, von dort wurde er auf die seit 1968 bei deutsch-französischen Jugendbegegnungen veranstalteten binationalen Kurse übertragen. In diesem Zusammenhang sind besonders die Namen Bazin, Göbel, Robert Jean, Leupold, Gaston Schott, Raasch, Scherfer, Wambach, Wessling, Zindler und Zamzow und die Einrichtungen Deutsch-Französisches Jugendwerk, Arbeitsgruppe Angewandte Linguistik Französisch, Bureau International de Liaison et Documentation und Sprachinstitut Tübingen zu nennen.
- 1979 regte Klaus Liebe-Harkort Jürgen Wolff an, die Tandem-Lernpartner-Einzelvermittlung zu entwickeln, zunächst für Spanisch und Deutsch. Daraus entstand ab 1982, in Zusammenarbeit mit Marisa Delgado, Bernhard Leute und Gracia Martín Torres ebenfalls ein Kursprogramm, organisatorisch dann von der damaligen Kooperative ’Centro Cultural Hispano-Alemán Tandem’ getragen, Vorläuferin der heutigen ’Escuela Internacional Tandem Madrid’. Die Einzelvermittlung wurde später zur Grundlage für das Tandem-Netz.
- Ab 1983 setzte infolge einer lebhaften Veröffentlichungs-, Reise- und Ausbildungstätigkeit eine schnelle Verbreitung der Idee ein, hauptsächlich durch Gründung kleiner „Alternativsprachschulen“, die sich inzwischen als anerkannte Sprachenschulen etabliert haben. Das Material zur Einzelvermittlung wurde in fast alle wichtigen europäischen Sprachen übertragen. Die Netz-Struktur erleichterte Kurse im Ausland, Jugendaustausch, Tourneen von Kulturveranstaltungen, Klassenkorrespondenz und ähnliche grenzüberschreitende Aktivitäten.

## Einsatzmöglichkeiten
Tandem ist ein Ansatz für jedes Alter, von Kindern bis zu Senioren. Es kann in Kindergärten, Grundschulen, weiterführenden Schulen, berufsbildenden Schulen und Ausbildungseinrichtungen, Jugendorganisationen, Universitäten und Fachhochschulen, der Lehrerbildung, der Erwachsenenbildung, in Betrieben in der Gewerkschaftsbildung und Arbeit mit Migranten eingesetzt werden.
Es ist im Land der einen Kurs-Gruppe, im Land der anderen Gruppe, gemeinsam an einem Drittort, grenzüberschreitend oder im Internet durchführbar. Es vereint viele Ziele unter einem Dach:
- allgemeines Sprach-Tandem,
- kulturaustauschorientiertes Begegnungs-Tandem,
- berufliches Fach-Tandem,
- antirassistisches Interkultur-Tandem,
- mehrsprachiges Babylonia-Tandem,
- grenzüberschreitendes Mugaz Gain und
- eTandem im Internet

Es bietet als eine Form des autonomen Lernens Flexibilität der Inhalte: Konversation, Erzählen, Lesen, berufliche Tätigkeiten (Telefonieren, Dolmetschen, Übersetzen …), Freizeitaktivitäten, interkulturelle Unterschiede. Tandem ist inzwischen von einer Sprachlernmethode zu einer pädagogischen Bewegung geworden. Tandem-Verfahren werden in Kindergärten, öffentlichen Schulen, bei Klassenfahrten, im Jugendaustausch, bei binationalen Organisationen wie dem DFJW und DPJW, an VHS, Goethe-Instituten und ähnlichen Erwachsenenbildungseinrichtungen, an Universitäten im Rahmen von Erasmus-Programmen und in der Lehreraus- und Fortbildung, in Betrieben als Fach-Tandem und mit Immigranten als Interkultur-Tandem verwendet, erforscht und weiterentwickelt.

## Wirkungen
Zunächst kreiste die Fachdiskussion hauptsächlich um die Frage der Effektivität im Vergleich mit dem herkömmlichen Sprachunterricht. Aus diesem Grund wurde in den 'Pionierzeiten’ von Tandem 1983 am Goethe-Institut Madrid eine Untersuchung durchgeführt, bei der Individual-Tandem, Kurs-Tandem und lehrergesteuerte Phasen miteinander verbunden und die sprachlichen Fortschritte mit einer Kontrollgruppe verglichen wurden. Beide wurden auf das ’Zertifikat DaF’ vorbereitet. Dabei zeigte sich, dass die Tandem-Teilnehmer in den Fertigkeiten Hörverstehen und Sprechen besser abschnitten, beim Lesen und Schreiben dagegen schwächer, sowie das Zertifikat insgesamt genauso gut ablegten. Als ein weiterer Vorteil wurde die gegenseitige Fehlerkorrektur genannt, der 'Intake’ ist höher als in großen Klassen.
Bei Tandem geht es seit jeher um eine gleichberechtigte Verbindung von ’Sprachen verstehen und lernen’ mit dem ’Kulturen verstehen und kennenlernen’. Dementsprechend muss eine kritische Analyse seiner Tragfähigkeit auch dieses zweite 'Standbein’ untersuchen. Dabei stellte sich heraus, dass im Tandem ein Perspektivenwechsel und Vergleich eigener und fremder Innen- und Außenperspektive stattfinden können. Das ist auch bei der Übersetzerausbildung sehr hilfreich.
Muttersprachler berichten außerdem von einer Zunahme des Bewusstseins über ihre eigene Sprache im Lauf des Tandems, daher ist es als eine Art Vor-Praktikum unter vier Augen für die Lehrerausbildung geeignet. Bezüglich der Notwendigkeit und Qualität der Beratung gilt es als unverzichtbar, in einer praktischen Einführung zu Beginn des Tandems, folgende 'Grundwerkzeuge’ mit auf den Weg zu geben:
- Metakommunikationsformeln zum Nachfragen in der Fremdsprache, für die Lernerrolle, und
- wichtigste Erklärtechniken in der Erstsprache, für die Lernhelferrolle.

Für Vermittlungen mit großen Teilnehmerzahlen stellte sich die „Cocktailvermittlung“, bei der viele Personen gleichzeitig nach einer Einführung in Tandem Partnerschaften bilden, als genauso effektiv wie die Vermittlung mit Fragebogen und Vorstellung heraus. Diese Form, die viel Aufwand spart und bei Universitäten oft die einzig gangbare ist, schadet der Qualität nicht. Sie kann also als gleichwertige Form der Lernpartnerfindung empfohlen werden, unter der Voraussetzung, dass für übrig Gebliebene vorher die Möglichkeit der Fragebogenvermittlung angekündigt wird. Die Ergebnisse der Personen ohne jede Unterstützung sind im sprachlichen Bereich schwächer, was sich mit der Vermittlungserfahrung deckt. Die Erreichung der kulturellen Ziele scheint stark von anderen Faktoren abhängig zu sein, sie erreicht bei Personen, die gar nicht vermittelt wurden, sogar höhere Werte. Nach dem vermutlichen Verlauf bei Selbstsuche gefragt, meint in allen Gruppen ein Drittel bis die Hälfte, dass das Tandem gleich verlaufen wäre. Manche differenzieren zwischen Suche und Verlauf, d. h., sie sehen die Vermittlung/Kennenlernveranstaltung zwar nicht als Erfolgsgarantie, aber als Erleichterung des Partnerfindens.
In einer weiteren Untersuchung wurden Tandem-Partner in Bozen/Bolzano und Meran, die seit mehr als einem Jahr zusammen lernten und dementsprechend als ‚Experten’ betrachtet werden können, nach ihren Erfahrungen befragt. Auf diese Weise sollten ebenfalls Kriterien für ‚gute Tandems’ extrapoliert werden. Es ergaben sich (Reihenfolge nach Häufigkeit, Mehrfachnennungen möglich): menschliches Verständnis / Sympathie, gemeinsame Interessen, zeitliche Verfügbarkeit, Pünktlichkeit / Zuverlässigkeit, Beständigkeit, gemeinsame Ziele. Die Unterstützung am Anfang wurde von allen als wichtige Starthilfe oder „Anschub“ angesehen.
Das Tandem-Netz kooperierte auch mit dem ’International (E-Mail) Tandem Network’, das als RiBO 1992 von Helmut Brammerts, Ruhr-Universität Bochum gegründet worden war. Daneben begannen immer mehr öffentliche Einrichtungen wie Universitäten, Volkshochschulen, Goethe-Institute und sogar Primarschulen, Erfahrungen mit dem Verfahren zu sammeln. Die Genossenschaft ’alpha beta’ in Bolzano/Bozen und Meran(o) begann 1991, das Tandem-Prinzip auf die gesamte Region Alto Adige/Südtirol anzuwenden.
Später folgten die Gründung der Tandem-Stiftung 'Tandem Fundazioa', die 2009 mit der Qualitätszertifizierung für die Vermittlungen begann und der Sprachschulvereinigung 'Tandem International e.V.', die seit 2015 Inhaberin der Marke 'TANDEM' ist.